# 丰广铁路

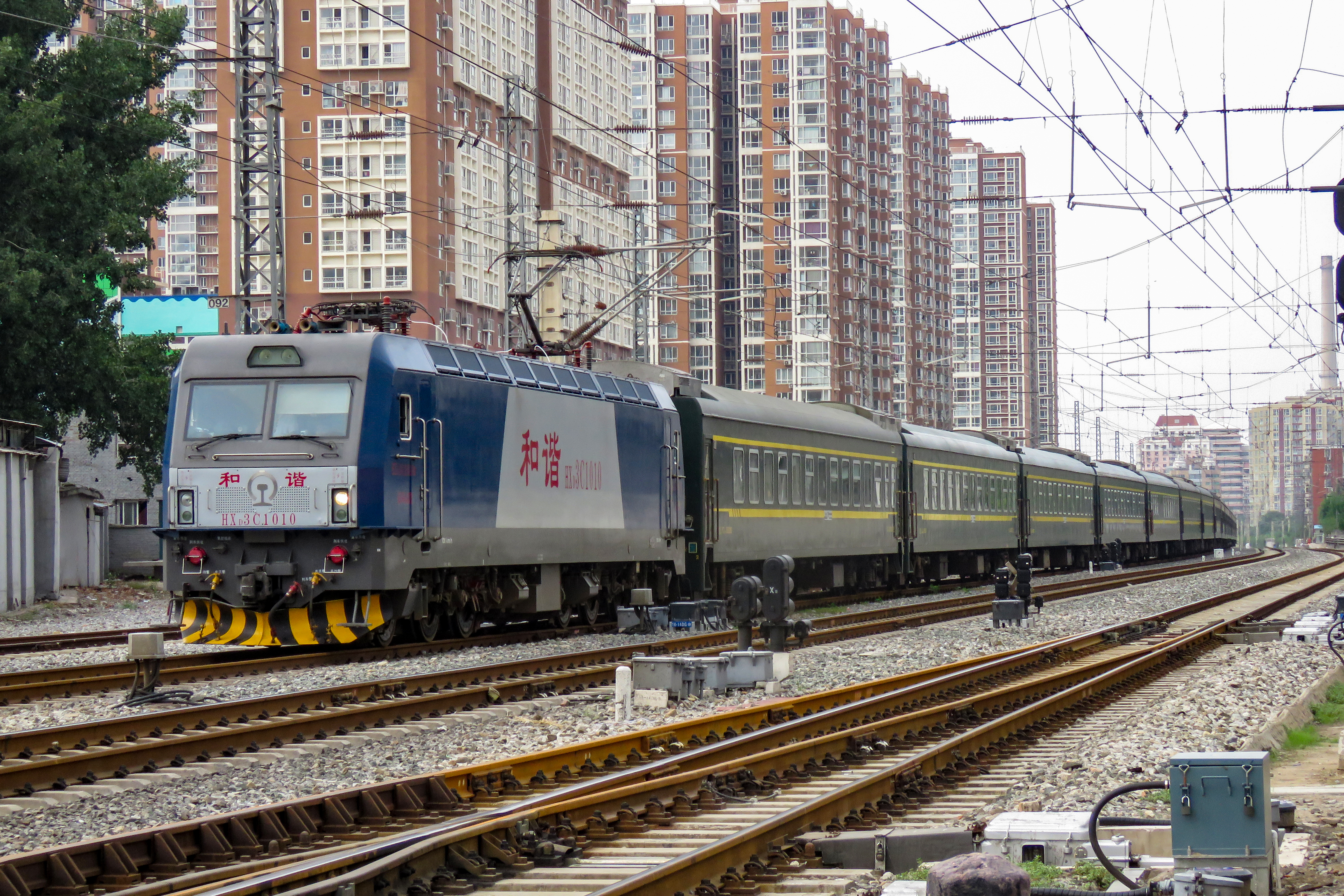
1133次列车从广安门站Ⅲ道通过，准备驶上柳村五线

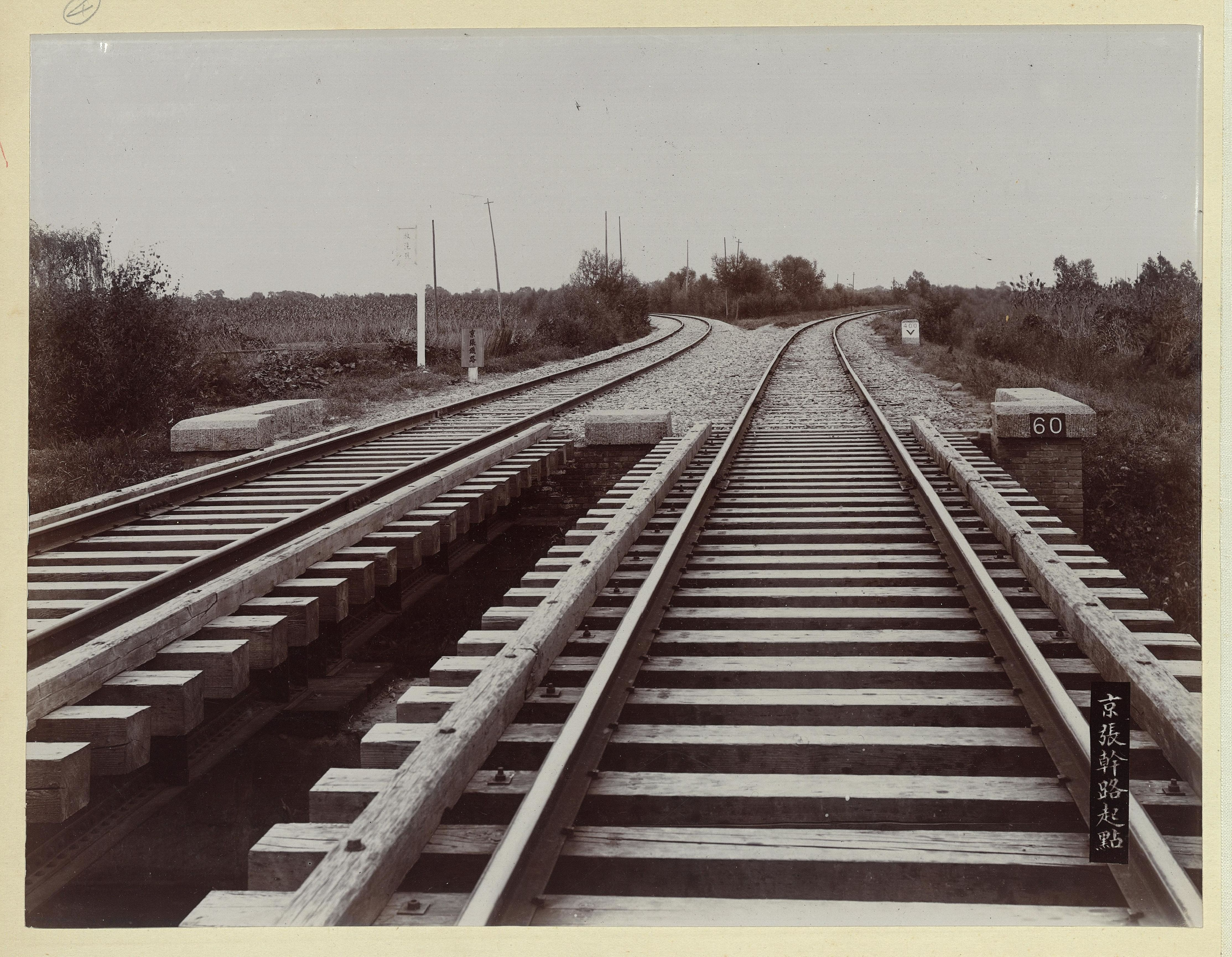
柳村线路所一带原为关内外铁路60号桥

丰广铁路是一条连接中国北京市境内的北京丰台站和广安门站两座车站的铁路联络线，又称柳村五线、柳广线、柳西线、丰广联络线。其前身是1905年开工修建的京张铁路的柳村至广安门段，全长7Km，于1906年通车。
1968年，为了解决北京市内交通问题，京张铁路的广安门至西直门段被废弃拆除。这一区间的线路拆除后，京张铁路西直门至沙河段更名为西沙线，柳村至广安门段则与联通西便门站和广安门站间的京张-京汉联络线一同命名为西便门线。1992年12月20日，西便门站及京张-京汉联络线因北京西站的修建而拆除，西便门线仅保留柳村至手帕口附近的线路。京九铁路建成后，西便门线修建了连接京九铁路的渡线，并更名为丰广线，又称“柳村五线”，连接广安门站与京张铁路主干线0公里处（丰台柳村60号桥，现仅存京沪线K15+18圆涵标）:50，2007年与京九线西黄段一同开始电气化改造，2009年12月28日完成电气化。
目前，所有经丰沙铁路、京原铁路运行，在北京西站办理终到的列车过丰台站后，均需沿这段铁路行驶至广安门站南侧，然后沿京九线进入北京西站。2022年6月20日北京丰台站普速场启用后，京九线部分原先经由西黄线的普速列车改在经停北京丰台站后，经柳村五线至北京西站。也有一部分列车改为北京丰台站始发终到。